# Kuusisuo-Hattusuo
Kuusisuo-Hattusuo este o arie protejată (arie specială de conservare — SAC, sit de importanță comunitară — SCI, arie de protecție specială avifaunistică — SPA) din Finlanda întinsă pe o suprafață de 3.870 ha, integral pe uscat.

## Localizare
Centrul sitului Kuusisuo-Hattusuo este situat la coordonatele 65°12′25″N 26°31′25″E / 65.2069°N 26.5236°E.

## Înființare
Situl Kuusisuo-Hattusuo a fost declarat sit de importanță comunitară în august 1998 pentru a proteja 18 specii de animale. Alte tipuri de protecție:
- arie de protecție specială avifaunistică (în august 1998)[2]
- arie specială de conservare (în aprilie 2015)[1][3][4]

## Biodiversitate
Situată în ecoregiunea boreală, aria protejată conține 8 habitate naturale: Lacuri și iazuri distrofice naturale, Cursuri de apă de la nivel de câmpie la nivel montan, cu vegetație Ranunculion fluitantis și Callitricho-Batrachion, Turbării active, Izvoare fino-scandinave și mlaștini produse de izvoare bogate în minerale, Turbării Aapa, Taiga vestică, Păduri caducifoliate de mlaștină fino-scandinave, Mlaștini împădurite.
La baza desemnării sitului se află mai multe specii protejate de  păsări (18): gâscă de semănătură (Anser fabalis), ciuf de câmp (Asio flammeus), rața moțată (Aythya fuligula), prundaș de nămol (Calidris falcinellus), bătăuș (Calidris pugnax), erete vânăt (Circus cyaneus), lebădă de iarnă (Cygnus cygnus), șoimul rândunelelor (Falco subbuteo), cocor (Grus grus), becațină mică (Lymnocryptes minimus), Lyrurus tetrix tetrix, rață neagră (Melanitta nigra), codobatura galbenă (Motacilla flava), pitulice verzuie (Phylloscopus trochiloides), ploier auriu (Pluvialis apricaria),  cocoș de munte (Tetrao urogallus), fluierar negru (Tringa erythropus), fluierar de mlaștină (Tringa glareola).
Pe lângă speciile protejate, pe teritoriul sitului au mai fost identificate 2 specii de plante, 5 specii de păsări.